# 20290 Seanraj
A 20290 Seanraj (ideiglenes jelöléssel 1998 FJ65) a Naprendszer kisbolygóövében található aszteroida. A LINEAR projekt keretében fedezték fel 1998. március 20-án.